# Lijst van voetbalinterlands Verenigde Arabische Emiraten - Vietnam
Deze lijst van voetbalinterlands is een overzicht van alle officiële voetbalwedstrijden tussen de nationale teams van de Verenigde Arabische Emiraten en Vietnam. De landen speelden tot op heden zeven keer tegen elkaar. De eerste ontmoeting, een groepswedstrijd tijdens de Azië Cup 2007, werd gespeeld in Hanoi op 8 juli 2007. Het laatste duel, een kwalificatiewedstrijd voor het Wereldkampioenschap voetbal 2022, vond plaats op 15 juni 2021 in Dubai.

## Wedstrijden
| № | Plaats    | Datum            | Competitie                 | Wedstrijd                              | Uitslag |
| - | --------- | ---------------- | -------------------------- | -------------------------------------- | ------- |
| 1 | Hanoi     | 8 juli 2007      | Azië Cup 2007              | Vietnam – Verenigde Arabische Emiraten | 2 – 0   |
| 2 | Hanoi     | 8 oktober 2007   | WK 2010 kwalificatie       | Vietnam – Verenigde Arabische Emiraten | 0 – 1   |
| 3 | Abu Dhabi | 28 oktober 2007  | WK 2010 kwalificatie       | Verenigde Arabische Emiraten – Vietnam | 5 – 0   |
| 4 | Hanoi     | 6 februari 2013  | Azië Cup 2015 kwalificatie | Vietnam – Verenigde Arabische Emiraten | 1 – 2   |
| 5 | Abu Dhabi | 19 november 2013 | Azië Cup 2015 kwalificatie | Verenigde Arabische Emiraten − Vietnam | 5 − 0   |
| 6 | Hanoi     | 14 november 2019 | WK 2022 kwalificatie       | Vietnam − Verenigde Arabische Emiraten | 1 − 0   |
| 7 | Dubai     | 15 juni 2021     | WK 2022 kwalificatie       | Verenigde Arabische Emiraten − Vietnam | 3 − 2   |

## Samenvatting
| Competitie            | Totaal gespeeld | Winst V.A.E. | Gelijk | Winst Vietnam | Doelsaldo V.A.E. – Vietnam |
| --------------------- | --------------- | ------------ | ------ | ------------- | -------------------------- |
| WK-kwalificatie       | 4               | 3            | 0      | 1             | 9 – 3                      |
| Azië Cup              | 1               | 0            | 0      | 1             | 0 − 2                      |
| Azië Cup-kwalificatie | 2               | 2            | 0      | 0             | 7 − 1                      |
| Totaal                | 7               | 5            | 0      | 2             | 16 – 6                     |

UAEFA · A-internationals · Bondscoaches · Statistieken · Olympisch elftal · Vrouwenelftal van de Verenigde Arabische Emiraten · VA Emiraten U21 · VA Emiraten U19 · VA Emiraten U17
1972 – 1979 ·
1980 – 1989 ·
1990 – 1999 ·
2000 – 2009 ·
2010 – 2019 ·
2020 − 2029
OS 2012
Algerije ·
Andorra ·
Angola ·
Argentinië ·
Armenië ·
Australië ·
Azerbeidzjan ·
Bahrein ·
Bangladesh ·
Benin ·
Bolivia ·
Brazilië ·
Brunei ·
Bulgarije ·
Chili ·
China ·
Colombia ·
Costa Rica ·
Denemarken ·
Dominicaanse Republiek ·
Duitsland ·
Egypte ·
Estland ·
Filipijnen ·
Finland ·
Gabon ·
Gambia ·
Georgië ·
Haïti ·
Honduras ·
Hongarije ·
Hongkong ·
IJsland ·
India ·
Indonesië ·
Irak ·
Iran ·
Japan ·
Jemen ·
Joegoslavië ·
Jordanië ·
Kazachstan ·
Kenia ·
Kirgizië ·
Koeweit ·
Laos ·
Libanon ·
Libië ·
Litouwen ·
Maleisië ·
Malta ·
Marokko ·
Mauritanië ·
Moldavië ·
Myanmar ·
Nepal ·
Nieuw-Zeeland ·
Noord-Korea ·
Noorwegen ·
Oekraïne ·
Oezbekistan ·
Oman ·
Oost-Timor ·
Pakistan ·
Palestina ·
Paraguay ·
Peru ·
Polen ·
Qatar ·
Roemenië ·
Rusland ·
Saoedi-Arabië ·
Senegal ·
Singapore ·
Slovenië ·
Slowakije ·
Soedan ·
Sri Lanka ·
Syrië ·
Tadzjikistan ·
Thailand ·
Togo ·
Trinidad en Tobago ·
Tsjechië ·
Tunesië ·
Turkmenistan ·
Uruguay ·
Venezuela ·
Vietnam ·
Wit-Rusland ·
Zuid-Afrika ·
Zuid-Korea ·
Zweden ·
Zwitserland
VFF · 
A-internationals · 
Vietnamees vrouwenelftal
1991 – 1999 ·
2000 – 2009 ·
2010 – 2019 ·
2020 − 2029
Afghanistan ·
Albanië ·
Australië ·
Bahrein · 
Bangladesh · 
Bosnië en Herzegovina · 
Cambodja · 
China · 
Curaçao ·
Estland · 
Filipijnen · 
Guam · 
Guinee ·
Hongkong · 
India · 
Indonesië · 
Irak ·
Iran · 
Jamaica · 
Japan ·
Jemen · 
Jordanië ·
Kazachstan · 
Kirgizië ·
Koeweit · 
Laos · 
Libanon · 
Macau · 
Malediven · 
Maleisië · 
Mongolië · 
Mozambique ·
Myanmar · 
Nepal · 
Noord-Korea ·
Oezbekistan · 
Oman · 
Palestina ·
Qatar ·
Rusland ·
Saoedi-Arabië · 
Singapore · 
Sri Lanka · 
Syrië · 
Tadzjikistan · 
Taiwan · 
Thailand · 
Turkmenistan · 
Verenigde Arabische Emiraten · 
Zimbabwe · 
Zuid-Korea